# Vittorio Nino Novarese
Vittorio Nino Novarese (Roma, 15 maggio 1907 – Los Angeles, 17 ottobre 1983) è stato un costumista, scenografo e sceneggiatore italiano.

## Biografia

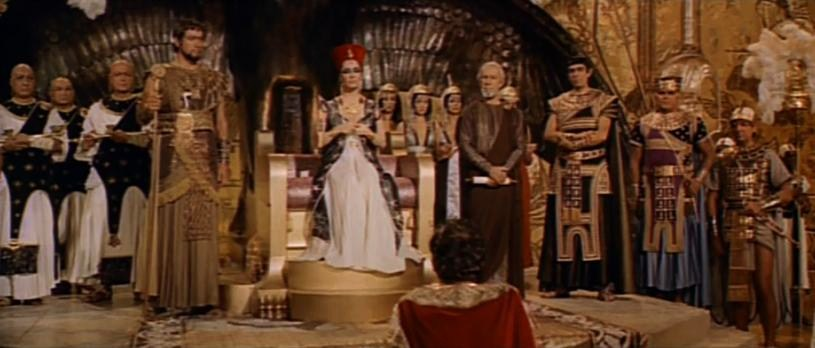
Cleopatra, 1963

Nato a Roma nel 1907, frequenta i corsi di scenografia e costume presso la scuola d'arte della capitale.
Dalla fine degli anni 20 lavora come aiuto costumista a arredatore presso compagnie teatrali e per le produzioni cinematografiche di film muti. Nel 1933, inizia la sua carriera nel cinema sonoro collaborando con Alessandro Blasetti, nella realizzazione dei costumi per la pellicola storica 1860 I Mille di Garibaldi.
Nel 1938, accanto al suo lavoro di scenografo inizia a occuparsi anche di sceneggiature cinematografiche, attività che lo accompagnerà per quasi tutta la sua carriera in Italia e all'estero. Per alcuni anni è docente dei corsi di scenotecnica e costumi al Centro Sperimentale di Cinematografia a Roma.
Si aggiudica due premi Oscar per i migliori costumi: nel 1964, per Cleopatra e nel 1971 per Cromwell. È il padre dell'attrice Letícia Román, avuta dal matrimonio con l'attrice Giuliana Gianni.
Nel 1956 realizza i bozzetti dei vestiti per la Giostra del Saracino che saranno usati fino al 1992.
Muore a Los Angeles nel 1983.

## Filmografia
- 1860, regia di Alessandro Blasetti (1934), costumi
- Ettore Fieramosca, regia di Alessandro Blasetti (1938), costumi
- Incanto di mezzanotte, regia di Mario Baffico (1940), soggetto e sceneggiatura
- Trappola d'amore, regia di Raffaello Matarazzo (1940), scenografia
- Marco Visconti, regia di Mario Bonnard (1941), sceneggiatura e costumi
- Mare, regia di Mario Baffico (1940), soggetto e sceneggiatura
- Rossini, regia di Mario Bonnard (1942), sceneggiatura
- Mater dolorosa, regia di Giacomo Gentilomo (1943), sceneggiatura e costumi
- Gioco d'azzardo, regia di Parsifal Bassi (1943), soggetto e sceneggiatura
- Nessuno torna indietro, regia di Alessandro Blasetti (1943), sceneggiatura
- Sant'Elena, piccola isola, regia di Umberto Scarpelli e Renato Simoni (1943), costumi
- Silenzio, si gira!, regia di Carlo Campogalliani (1943), sceneggiatura
- Canto, ma sottovoce..., regia di Guido Brignone (1945), sceneggiatura
- Due lettere anonime, regia di Mario Camerini (1945), sceneggiatura
- Le miserie del signor Travet, regia di Mario Soldati (1945), costumi
- Furia, regia di Goffredo Alessandrini (1946), soggetto e sceneggiatura
- Il cavaliere del sogno, regia di Camillo Mastrocinque (1946), soggetto e sceneggiatura
- L'angelo e il diavolo, regia di Mario Camerini (1946), sceneggiatura
- Il Passatore, regia di Duilio Coletti (1946), costumi
- Amanti senza amore, regia di Gianni Franciolini (1947), sceneggiatura
- Legge di sangue, regia di Luigi Capuano (1947), sceneggiatura e scenografia
- Il segreto di Don Giovanni, regia di Mario Costa (1947), soggetto e sceneggiatura
- Il vento m'ha cantato una canzone, regia di Camillo Mastrocinque (1947), soggetto e sceneggiatura
- I miserabili, regia di Riccardo Freda (1948), sceneggiatura
- Il cavaliere misterioso, regia di Riccardo Freda (1948), costumi
- L'uomo dal guanto grigio, regia di Camillo Mastrocinque (1948), sceneggiatura
- Pagliacci, regia di Mario Costa (1948), costumi
- Cagliostro (Black Magic), regia di Gregory Ratoff (1949), costumi
- Il falco rosso, regia di Carlo Ludovico Bragaglia (1949), sceneggiatura e costumi
- La mano della morta, regia di Carlo Campogalliani (1949), sceneggiatura
- Lo sparviero del Nilo, regia di Giacomo Gentilomo (1949), soggetto e sceneggiatura
- Paolo e Francesca, regia di Raffaello Matarazzo (1949), soggetto e sceneggiatura
- Il principe delle volpi (Prince of Foxes), regia di Henry King (1949), costumi
- Donne e briganti, regia di Mario Soldati (1950), soggetto e sceneggiatura
- Gli inesorabili, regia di Camillo Mastrocinque (1950), sceneggiatura
- Il conte di Sant'Elmo, regia di Guido Brignone (1950), sceneggiatura
- Miss Italia, regia di Duilio Coletti (1950), soggetto e sceneggiatura
- Le avventure di Mandrin, regia di Mario Soldati (1951), soggetto, sceneggiatura e costumi
- Lorenzaccio, regia di Raffaello Pacini (1951), soggetto e sceneggiatura
- Messalina, regia di Carmine Gallone (1951), sceneggiatura
- Il sogno di Zorro, regia di Mario Soldati (1951), costumi
- La regina di Saba, regia di Pietro Francisci (1952), costumi
- Il romanzo della mia vita, regia di Lionello De Felice (1952), sceneggiatura
- La colpa di una madre, regia di Carlo Duse (1952), sceneggiatura
- Il maestro di Don Giovanni, regia di Vittorio Vassarotti, Milton Krims (1952), costumi
- Cento anni d'amore, regia di Lionello De Felice (1953), sceneggiatura e regia
- L'età dell'amore, regia di Lionello De Felice (1953), sceneggiatura
- Lasciateci in pace, regia di Marino Girolami (1953), sceneggiatura
- Casa Ricordi, regia di Carmine Gallone (1954), soggetto e sceneggiatura
- La figlia di Mata Hari, regia di Renzo Merusi (1954), sceneggiatura
- Nessuno ha tradito, regia di Roberto Bianchi Montero (1954), sceneggiatura
- Orient Express, regia di Carlo Ludovico Bragaglia (1954), sceneggiatura
- Tradita, regia di Mario Bonnard (1954), sceneggiatura e costumi
- Disperato addio, regia di Lionello De Felice (1955), sceneggiatura
- La donna più bella del mondo, regia di Robert Z. Leonard (1955), costumi
- La ladra, regia di Mario Bonnard (1955), soggetto e sceneggiatura
- L'accusa del passato, regia di Lionello De Felice (1957), soggetto e sceneggiatura
- Selvaggio è il vento (Wild Is the Wind), regia di George Cukor (1957), soggetto
- Capitan Fuoco, regia di Carlo Campogalliani (1958), sceneggiatura
- La congiura dei Borgia, regia di Antonio Racioppi (1958), soggetto e sceneggiatura
- Il cavaliere senza terra, regia di Giacomo Gentilomo (1959), soggetto
- Ombre bianche (The Savage Innocents), regia di Nicholas Ray (1959), sceneggiatura e costumi
- La regina delle Amazzoni, regia di Vittorio Sala (1960), soggetto
- Francesco d'Assisi (Francis of Assisi), regia di Michael Curtiz (1961), costumi
- Cleopatra, regia di Joseph Mankiewicz (1963), costumi
- La più grande storia mai raccontata (The Greatest Story Ever Told), regia di George Stevens (1965), costumi
- Cromwell, regia di Ken Hughes (1970), costumi
- Mezzogiorno e mezzo di fuoco (Blazing Saddles), regia di Mel Brooks (1974), costumi
- Sandokan, regia di Sergio Sollima (1976), (sceneggiato televisivo), costumi e scenografia

## Riconoscimenti
- Premio Oscar
  - 1950 – Candidatura ai migliori costumi per Il principe delle volpi
  - 1964 – Migliori costumi per Cleopatra
  - 1966 – Candidatura ai migliori costumi per Il tormento e l'estasi
  - 1971 – Migliori costumi per Cromwell